# Carl Braig

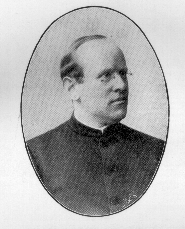
Carl Braig

Carl Braig (* 10. Februar 1852 in Kanzach; † 24. März 1923 in Freiburg im Breisgau) war ein deutscher katholischer Priester, Theologe und Philosoph.

## Leben
Braig nahm 1873 in Tübingen ein Studium der Philosophie auf, welches er 1877 abschloss. 1878 empfing er die Priesterweihe und war von 1883 bis 1893 Stadtpfarrer in Wildbad bei Karlsruhe. 1887/88 folgte eine Studienreise nach Paris und Toulouse. 1889 erwarb er einen Doktor der Theologie in Freiburg im Breisgau. Ab 1893 war er dort etatmäßiger Honorarprofessor für die philosophisch-theologischen Disziplinen der propädeutischen Theologie. 1897 wurde er ordentlicher Professor für Dogmatik in Freiburg. 1907/08 war er Prorektor der Universität Freiburg. 1919 erfolgte seine Emeritierung.
Carl Braig war ein philosophisch-apologetisch ausgerichteter, an Gottfried Wilhelm Leibniz und Rudolf Hermann Lotze orientierter Theologe. Den damals im Schwange befindlichen Psychologismus lehnte er ab, genauso wie die Subjektivitätsphilosophie.

## Rezeption
Tiefen Einfluss übte Braig mit seiner Schrift Vom Sein. Abriß der Ontologie (1896) auf Martin Heidegger aus, der das Werk im Oberprimajahr las und im 3. und 4. Universitätssemester Braigs dogmatische Einführungen in die Gotteslehre und theologische Kosmologie und auch später dessen dogmatische Einführungskurse besuchte. Heidegger, der mit Sein und Zeit starke Kritik an einer rein auf Präsenz ausgerichteten Ontologie übte, verdankt Braig in dieser Hinsicht grundlegende Anregungen. So liefert schon Braig die später für Heidegger prägende Unterscheidung vom „philosophischen Bewußtsein“ der Zeit und dem „gemeinen Bewußtsein“, welches letztere „die Zeit als ein Schattending […] personificirt“. Auch betont Braig die „ontologische Bedeutung des Zeitbegriffs“. Von Braig wird Heidegger auch in den historisch orientierten Idealismus Hegels eingeführt.
Selbst bei der Problematik der „Seinsfrage“ – einem der zentralen und fundamentalen Aspekte seines Hauptwerks – übernahm Heidegger fast wortwörtlich die Formulierung aus Vom Sein, ohne Erwähnung des ursprünglichen Autors: aus Braigs „Aus höhern Begriffen ist der des Seins nicht ableit- und aus niedrigern ist er nicht darstellbar[.]“ wird bei Heidegger (SuZ 4) „Das  Sein  ist  definitorisch  aus  höheren  Begriffen  nicht  abzuleiten  und  durch  niedere  nicht  darzustellen.“. Braigs halbexpliziter „[Begriff] des Seins“ wird bei Heidegger impliziert; seine einzige Hinzufügung, das „definitorisch“, findet sich analog in Braigs Abschnittsüberschrift und noch dreimal in den 4  bis zu der von Heidegger verwendeten Formulierung vorhergehenden Sätzen.

## Veröffentlichung (Auswahl)
- Die Zukunftsreligion des Unbewußten und das Problem des Subjektivismus: Ein apologetischer Versuch. Freiburg 1882. – 334 S. – Gegen Eduard von Hartmann
- Die Kunst des Gedankenlesens: Ein Gegenstück zum Spiritismus. Frankfurt 1886
- Die Freiheit der philosophischen Forschung in kritischer und christlicher Fassung: Eine akademische Antrittsrede. (gehalten am 5. Juni 1894). Freiburg 1894. – 64 S.
- Grundzüge der Philosophie (nicht erschienen sind die geplanten Bände 1: Propädeutik; 5: Physik; 6: Psychophysik; 7: Psychologie; 8: Ethik; 9: Ästhetik; 10: Philosophische Theologie) – Digitale Version
  - Band 2: Vom Denken: Abriß der Logik. Freiburg 1896. – 141 S.
  - Band 4: Vom Sein: Abriß der Ontologie. Freiburg 1896. – 158 S.
  - Band 3: Vom Erkennen: Abriß der Noetik. Freiburg 1897. – 255 S.
- Das Wesen des Christentums an einem Beispiel erläutert oder Adolf Harnack und die Messiasidee. Freiburg 1903. – 40 S.
- Modernstes Christentum und moderne Religionspsychologie: Zwei akademische Arbeiten. Freiburg 1906. – 2. Auflage 1907. – 150 S.
- Das Dogma des jüngsten Christentums. Rede, gehalten bei der Feier der Übergabe des Protektorats am 15. Mai 1907
- Abriß der Christologie. Als Manuskript gedruckt. Freiburg 1907. – 207 S.
- Der Modernismus und die Freiheit der Wissenschaft. Freiburg 1911. – 58 S.
- Die Gotteslehre. Als Manuskript gedruckt. Freiburg 1912. – 151 S.